# Séisme de 1737 au Kamtchatka
Le séisme de 1737 au Kamtchatka est un tremblement de terre survenu le 17 octobre 1737 dans l'océan Pacifique, au large de la péninsule du Kamtchatka. La secousse est ressentie vers 3h00 heure locale (16h00 UTC) par les habitants de la péninsule et des îles Kouriles. Le foyer du séisme se situe à une faible profondeur d'environ 40 km ce qui déclenche un important tsunami ravageant les côtes alentours. Le nombre de victimes est inconnu bien que de nombreux témoignages signalent des pertes humaines. La magnitude de moment reconstituée d'après les témoignages historiques et des simulations est de 9,0 à 9,3.

## Contexte tectonique
La côte orientale de la péninsule du Kamtchatka, parallèle à la fosse des Kouriles, est une zone de convergence des plaques tectoniques Pacifique et d'Okhotsk. Plus ancienne et donc plus dense, la plaque Pacifique entre en subduction sous la plaque d'Okhotsk sur laquelle se trouve la péninsule du Kamtchatka. Cette zone de subduction, qui fait partie de la ceinture de feu du Pacifique, engendre de nombreux séismes qui peuvent également provoquer des tsunamis. Cette région est régulièrement marquée par des mégaséismes. Au moins deux séismes majeurs de magnitude estimée à 9,0 sont connus dans la période historique et pré-instrumentale : 1737 et 1841. Le séisme du 17 mai 1841 a généré un tsunami atteignant 15 mètres de haut et a été ressenti avec une intensité maximale de VIII à IX.

## Séisme

### Magnitude
Aucun enregistrement sismologique n'existe pour ce séisme ancien. Le calcul de la magnitude du séisme à partir des données historiques relatives aux traces du tsunami donne une magnitude de moment de 9,3. D'autres études scientifiques par simulation évaluent la magnitude du moment entre 9,0 et 9,3 et la magnitude des ondes de surface entre 8,3 et 8,5,. Le séisme est estimé de magnitude similaire ou plus importante que le séisme de 1952. 

### Témoignages historiques
Stepan Kracheninnikov, un explorateur et naturaliste russe faisant partie de la deuxième expédition de Vitus Béring, décrit les conséquences du séisme dans son ouvrage de 1755, Description du territoire du Kamtchatka. Selon lui, le séisme dure 15 minutes et est d'une violence extrême. De nombreuses habitations, construites en bois et en peau, appartenant aux autochtones sont détruites. De nombreuses répliques sismiques sont ressenties, y compris lorsque le tsunami frappait. Les répliques continuent pendant plusieurs mois, jusqu'au printemps 1738,. Le déplacement cosismique le long des côtes orientales de la péninsule est si important que ses effets, associés à ceux du tsunami, remodèlent le paysage. Les autochtones ne parviennent pas à reconnaître les lieux ni à localiser leurs sites de campement.
Sur la côte occidentale du Kamchatka, le long de la mer d'Okhotsk, les effets du séisme et du tsunami sont à peine perceptibles.
Dans les semaines précédant et suivant le séisme, la plupart des volcans de la péninsule du Kamtchatka entrent en éruption. 

## Tsunami
Le tsunami généré par le séisme est considéré comme le plus important et le plus destructeur jamais survenu dans la région aux temps historiques. D'après le témoignage de Kracheninnikov, trois vagues successives frappent les côtes orientales de la péninsule et des Kouriles, tuant de nombreux autochtones et détruisant villages et campement. Sur la côte nord de l'île de Paramouchir, plusieurs témoignages attestent d'une hauteur de 60 mètres. La force du tsunami dans le deuxième détroit des Kouriles est telle, qu'en se retirant l'eau emporte les sédiments recouvrant le fond marin et révèle le sous-sol rocheux (la profondeur du détroit est de 30 m). 
Sur le continent, près de la baie d'Avatcha, le tsunami atteint 30 mètres. Lorsque Georg Wilhelm Steller, scientifique et explorateur allemand, visite les îles du Commandeur en 1740, il remarque des ossements de mammifères marins et du bois flotté bien au-dessus du rivage. Des arbres sont retrouvés, déposés au sommet d'une crête d'une hauteur de 63 m.
La hauteur maximale du tsunami sur l'île d'Amchitka, dans les Aléoutiennes, est estimée à 16 m, en se référant à la hauteur à laquelle du bois flotté est retrouvé sur l'île.